# Młotów
Młotów (niem. Schrothammer, dosł. Młot Skrodeński) – dawna wieś-uroczysko w Polsce, w województwie lubuskim, w powiecie żarskim, w gminie Trzebiel.
Leżał nad Skrodą, między Potokiem a Przewoźnikami.
Spalony 20 lutego 1945 przez Wehrmacht w czasie ewakuacji przed nadejściem Armii Czerwonej.

## Historia
Po II wojnie światowej Młotów znalazł się na terenie tzw. Ziem Odzyskanych (tzw. II okręg administracyjny – Dolny Śląsk), gdzie utworzył gromadę w gminie Zagłoby. 28 czerwca 1946 gmina Zagłoby – jako jednostka administracyjna powiatu żarskiego – weszła w skład nowo utworzonego woj. wrocławskiego.
W 1947 roku gromadę Młotów włączono do strefy nadgranicznej.
6 lipca 1950 wraz z całym powiatem żarskim wszedł w skład nowo utworzonego woj. zielonogórskiego.